# Parrhasius m-album
Espèce
Parrhasius m-album est une espèce d'insectes lépidoptères de la famille des Lycaenidae, de la sous-famille des Theclinae, du genre Parrhasius.